# Calathella
Calathella D.A. Reid – rodzaj grzybów z rodziny twardzioszkowatych (Marasmiaceae).

## Systematyka i nazewnictwo
Pozycja w klasyfikacji według Index Fungorum: Marasmiaceae, Agaricales, Agaricomycetidae, Agaricomycetes, Agaricomycotina, Basidiomycota, Fungi.
Takson utworzył Derek Agutter Reid w 1964 r.
Gatunki występujące w Polsce:
- Calathella eruciformis (P. Micheli ex Batsch) D.A. Reid 1964 – tzw. włosóweczka robaczkowata[2][3]